# Saddlescombe
Saddlescombe – osada w Anglii, w hrabstwie West Sussex, w dystrykcie Mid Sussex. Leży 42 km na wschód od miasta Chichester i 69 km na południe od Londynu.